# Passiflora conzattiana
Passiflora conzattiana Killip – gatunek rośliny z rodziny męczennicowatych (Passifloraceae Juss. ex Kunth in Humb.). Występuje naturalnie w Meksyku. 

## Morfologia
PokrójZdrewniałe, trwałe, owłosione liany.
LiściePodwójnie klapowane, sercowate u podstawy. Mają 2,5 cm długości oraz 2,5–8 cm szerokości. Całobrzegie, z tępym lub ostrym wierzchołkiem. Ogonek liściowy jest owłosiony i ma długość 8–20 mm. Przylistki są liniowo lancetowate, mają 4 mm długości.
KwiatyPojedyncze lub zebrane w pary. Działki kielicha są lancetowate, zielono-białawe, mają 0,8–1,2 cm długości. Płatki są lancetowate, zielonożółtawe, mają 0,4–0,6 cm długości. Przykoronek ułożony jest w jednym rzędzie, może mieć barwę od żółtawej aż po brązowo-purpurową, ma 3–4 mm długości.
OwoceSą elipsoidalnego lub wrzecionowatego kształtu. Mają 5 cm długości i 1 cm średnicy.

## Biologia i ekologia
Występuje w lasach.